# Россия 24
«Россия 24» — общероссийский федеральный информационный телеканал. Вещает круглосуточно из Москвы. Входит в состав Всероссийской государственной телевизионной и радиовещательной компании (ВГТРК). СМИ запрещено к вещанию в Евросоюзе.

## История

Логотип телеканала «Вести» (2006—2007)

Намерения запустить информационный канал на базе дирекции информационных программ телеканала «Россия» имелись у руководства ВГТРК в лице её председателя Олега Добродеева в течение нескольких лет, начиная с начала 2000-х годов. Работа в этом направлении была начата в 2003 году, когда в ВГТРК перешёл бывший руководитель информационных программ НТВ, ТВ-6 и ТВС Григорий Кричевский, который изначально должен был стать главным редактором нового канала. Однако его выход в эфир в силу разных причин (уточнение концепции наполнения эфира, возможная неокупаемость проекта информационного канала) постоянно затягивался. К 2006 году проектом информационного канала занимался уже лично Добродеев вместе с топ-менеджментом ВГТРК. Основную работу по подготовке телеканала к эфиру удалось завершить к 15-летию со дня выхода в эфир первого выпуска «Вестей». 13 мая 2006 года на встрече в Сочи по поводу 15-летия ВГТРК Олег Добродеев официально заявил Президенту России Владимиру Путину о намерении запустить информационный телеканал.

### 2006—2010: «Вести»
1 июля 2006 года в 19:00 по московскому времени началось спутниковое вещание телеканала «Вести» в базовом телепакете «НТВ-Плюс». Официальное вещание началось с выпуска новостей, ведущей которого стала Анна Шнайдер. Первым главным редактором телеканала был назначен Дмитрий Медников, а главным продюсером — Игорь Шестаков.
1 января 2007 года началось эфирное вещание телеканала на частотах, принадлежавших региональным ГТРК, которые вошли в холдинг ВГТРК как его филиалы (до этого ГТРК как самостоятельные вещатели работали как с коммерческими телеканалами, в частности, СТС, ТНТ или «ТВ Центром», так и с региональными телеканалами, в частности, ННТВ в Нижнем Новгороде, «Краснодар Плюс» в Краснодаре или АТН в Екатеринбурге) и вроде бесплатно для просмотра.

Логотип телеканала «Вести» (2007—2009)

По словам бывшего студийного оператора канала Леонида Кривенкова, оформление студии телеканала «Вести», запущенной в 2007 году, «разрабатывалось психологами […], чтобы воздействовать на телезрителей на уровне подсознания».
7 февраля 2008 года стартовало вещание на западном побережье США.
19 мая 2008 года начинается бесплатное распространение сигнала телеканала в кабельных сетях Сербии.
9 октября 2008 года — начало вещания на эфирной частоте в Киргизии.
17 ноября 2008 года телеканал вошёл в тройку наиболее влиятельных средств массовой информации.

### С 2010: «Россия-24»

Логотип телеканала «Россия-24» (2010—2011)

1 января 2010 года проведён ребрендинг телеканала путём изменения наименования и логотипа с «Вести» на «Россия-24».
26 октября 2012 года было объявлено о смене главного редактора. На эту должность назначен Евгений Бекасов.
5 декабря 2012 года был убит телеведущий «Вести. Кабардино-Балкария» Казбек Геккиев. 6 декабря 2012 на канале и по всей Кабардино-Балкарии объявлен траур. Логотип и информационная строка стали чёрно-белыми. 22 марта 2013 года в ДТП погиб телеоператор ВГТРК Евгений Лагранж, работавший в итальянском корпункте. 17 июня 2014 года под Луганском погибли журналисты телерадиокомпании Игорь Корнелюк и Антон Волошин. Съёмочная группа ВГТРК попала под миномётный обстрел вблизи посёлка Металлист под Луганском. Звукооператор Антон Волошин погиб на месте, а корреспондент Игорь Корнелюк получил тяжёлое ранение и позже скончался в больнице.
4 июля 2014 года стало известно, что вещание канала запрещено в Молдавии до 1 января 2015 года по причине «несоответствия программ канала кодексу телевещания в Молдавии». Ранее его вещание было приостановлено на территории Латвии, Литвы и Украины на неопределенный срок, но при этом с 1 марта 2014 года телеканал «Россия-24» получил эфирные частоты для вещания в Крыму и Севастополе вместо отключенного за долги телеканала «Черноморская ТРК».
.
В 2016 году началось вещание телеканала на видеохостинге YouTube.
1 января 2018 года телеканал возобновил вещание на территории Латвии.
С 23 февраля 2020 года, параллельно с трансляцией передач на канале, вторую половину экрана занимал список «Помним каждого», включавший в себя около 12 миллионов человек, погибших в Великой Отечественной войне. Имена отображались в алфавитном порядке, от меньшего военного звания к высшему. Проект закончился восьмого мая, за день до 75-й годовщины Победы.
Начиная с 6:00 утра 26 марта и по 11 мая 2020 года включительно, в связи с пандемией коронавируса, ведущие, журналисты и эксперты телеканала стали проводить эфиры в домашней обстановке и трансляция шла исключительно через видеосвязь, потом с 12 мая эфиры были переведены обратно в студийные помещения, после полуторамесячного перерыва. Одновременно с этим слово «Россия» в логотипе телеканала вплоть до конца 9 мая было заменено на «Сидим дома».
Утром 7 октября 2024 года ВГТРК подверглась хакерской атаке, в результате которой обычный ход эфира телеканала «Россия 24» прервался в 5:13 по московскому времени, а онлайн-вещание телеканалов «Россия-1» и «Россия 24» было прервано, а выпуск новостей после атаки вышел только в 10:25. По сообщению издания «РБК-Украина», ответственность за эту хакерскую атаку взяла на себя проукраинская группировка Sudo rm-RF. Из-за хакерской атаки ВГТРК ведущая Ольга Скабеева сообщила, что выпуск программы «60 минут» не покажут по телеканалу «Россия-1» и в конечном итоге программа была показана в эфире телеканала «Россия 24».

## Вещание
Телеканал «Россия-24» входит в первый мультиплекс цифрового телевидения России. В рамках эфирного вещания на территории России осуществляются врезки программ региональных ГТРК в блоках «Местное время», которые выходят в эфир (указано московское время выходов): по будням — в 1:00, 5:00, 7:00, 8:00, 15:00, 17:30, 20:00 и 21:00, в субботу — в 8:00 и 21:00, в воскресенье — в 8:00 и 13:00. Все региональные блоки (кроме воскресного), имеют хронометраж 30 минут, длительность воскресного регионального блока — 1 час. В зависимости от региона, время выхода в эфир региональных ГТРК отличается.

## Санкции
20 августа 2014 года, после аннексии Крыма Россией, Украина запретила вещание 14 российских телеканалов в публичных и частных внутренних кабельных сетях, в числе которых «Россия-24», за «пропаганду войны и насилия». В сентябре 2015 года канал «Россия-24» включён в санкционный список Украины. Санкции предусматривают блокировку активов и приостановление выполнения экономических и финансовых обязательств со стороны Украины.
25 февраля 2022 года, в связи с вторжением России на территорию Украины и с распространением «запрещённой информации», в частности за «разжигание войны и распространение дезинформации», трансляцию телеканала в Эстонии запретили по решению Департамента защиты прав потребителей и технического надзора Эстонии (TTJA). Также было запрещено вещание телеканала в Латвии и Литве.
7 июля 2022 года Канада ввела санкции в отношении телеканала, включив его в санкционный список «российских структур дезинформации» за содействие и поддержку «неспровоцированного и необоснованного вторжения России в Украину».
С 3 июня 2022 года телеканал отключён от вещания на всей территории стран Европейского Союза за распространение пропаганды.

## Критика
После создания канала большинство экспертов говорило о том, что телеканал является политическим проектом и будет оказывать влияние на общественное мнение перед парламентскими и президентскими выборами 2007 и 2008 годов, однако в конце 2000-х годов телекритики говорили о высоком профессиональном уровне канала.

### Скандал, связанный с выборами-2011
В 2011 году во время выборов в Государственную думу канал «Россия 24» показал кадры с табло, на которых сумма процентов голосов за все партии, поданных в Ростовской области, превышала 146 %.
Глава Ростовского областного избиркома Сергей Юсов заявил, что эти данные не имеют отношения к официальным данным Центризбиркома. По словам Юсова, «во-первых, в Центризбиркоме совершенно по-другому были выстроены табло, на которых бежали цифры, во-вторых, все политические партии были расположены строго в том порядке, в котором они были расположены в избирательном бюллетене». Руководство канала «Россия 24» никак не отреагировало на эти обвинения.
По словам оператора ВГТРК Леонида Кривенкова, который несколько лет работал на телеканале (и работал в день выборов в одной студии с телеведущими Иваном Кудрявцевым и Анной Шнайдер, объявившими о суммарных 146 % голосов), из Кремля в «Россию-24» пришла разнарядка: какие проценты за «Единую Россию» показывать в новостях. Шеф-редактор спросила: «А как же быть с другими партиями?», на что получила ответ: «А другим партиям показывайте тот процент, какой они реально набрали».

### Факты фальсификаций в информационных программах
На фоне окончания выборов президента Грузии в октябре 2013 года журналист телеканала Наталья Литовко в посвящённой этому событию программе «Факты» рассказала об итогах президентства Михаила Саакашвили. Ведущая заявила о том, что с 2002 по 2013 год ВВП Грузии снизился в 3 раза (с 16 млрд до 5 млрд долларов), по оценке международных экспертов, в стране вырос уровень коррупции, а безработица за этот период выросла с 12,5 % до 15 %. Однако заявленные в передаче цифры не соответствовали действительности: ВВП страны, по данным МВФ, вырос с 3,4 до 15,9 млрд долларов, в индексе восприятия коррупции Transparency International (TI) Грузия за этот период поднялась с 85-го места до 52-го. В то же время, по мнению Артёма Цирина, объективность этого рейтинга сомнительна; также имеются свидетельства ангажированности TI с Национальным фондом демократии, ведущим «деструктивную деятельность».
1 марта 2014 года на телеканале был показан сюжет о якобы перестрелке в Симферополе, в котором показали «украинских боевиков» с закрытыми лицами и тела российских военных, лежавших неподвижно на земле. Зрители обратили внимание на то, что показанные «бандеровцы» были вооружены новейшими российскими автоматами АК 100-й серии (экспортная версия АК74М, разработана в 1994 году, используется в ряде стран СНГ и дальнего зарубежья) и гранатомётами РГ-94, а под «трупами» российских военных в камуфляже не было следов крови. Свидетели съёмок репортажа — съёмочная группа крымскотатарского телеканала ATR — при выяснении событий «перестрелки» были избиты неизвестными. По словам крымскотатарских журналистов, на самом деле в результате стрельбы не было никаких человеческих жертв.
В июне 2024 года, на фоне российского вторжения на Украину, телеканал показал видео с дрона, как военный на поле боя стреляет в голову сослуживцу, который ранее получил ранения при атаке дрона-камикадзе. Ведущая Анастасия Иванова заявила, что на видео сняты военнослужащие ВСУ. Однако эксперты и журналисты позднее установили, что на видеоматериалах российские военные, а не украинские.

### Сюжет о скандале с Виктором Шендеровичем
11 февраля 2014 года телеканал «Россия-24» посвятил семиминутный сюжет программы «Вести в 23:00» сатирику Виктору Шендеровичу и его посту про сочинскую Олимпиаду, в котором автор сравнил фигуристку Юлию Липницкую с немецким олимпийским чемпионом 1936 года Хансом Вёльке. На четвёртой минуте эфира был пущен комментарий бывшего пресс-секретаря движения «Наши» Кристины Потупчик, представленной как «блогер». На фоне её комментария были показаны кадры компромата на Шендеровича, снятого скрытой камерой в 2010 году. Тогда при различных компрометирующих обстоятельствах были также засняты лидер национал-большевиков Эдуард Лимонов, экс-лидер ДПНИ Александр Белов, политолог Дмитрий Орешкин, главный редактор журнала «Русский Newsweek» Михаил Фишман и политик Илья Яшин, позднее обращавшийся в Генеральную прокуратуру РФ с требованием найти и привлечь к ответственности организаторов и исполнителей.
По мнению политолога Фёдора Крашенинникова, демонстрация в прямом эфире видео, сделанного скрытой камерой и вторгающегося в частную жизнь простого человека (не являющегося ни чиновником, ни политиком), свидетельствует о панике в среде журналистов.

### Освещение событий на Украине
По мнению Елизаветы Сургановой и Константина Бенюмова, авторов издания «Лента.ру» в 2014 году, в ходе освещения событий на Украине «Россия-24» отошла от нейтральной позиции. Так, в своём эфире она сообщала о том, что на Майдане действуют провокаторы, а подразделения «Беркута» — «единственное, что не дает перерасти этому в гражданскую войну». Несмотря на то, что приглашённые эксперты признавали наличие в Киеве мирных протестующих, всех погибших 20 февраля «Россия-24» окрестила боевиками. Журналист телеканала отметил, что не понимает, зачем их тела фотографируют и показывают в эфире украинские СМИ, но добавил, что, «возможно, таким образом, они пытаются вызвать жалость западных политиков». При этом телеканал обвинял иностранные СМИ в перекосе и давлении на украинские власти, которые, по мнению журналистов, говорят лишь о потерях среди протестующих и обвиняют в гибели людей руководство Украины.
20 февраля 2014 года в ходе освещения Евромайдана за комментарием о ситуации в Крыму журналисты обратились к депутату Верховного Совета Автономной Республики Крым Леониду Пилунскому (заместителю председателя фракции «Курултай-Рух»). Оппозиционный депутат критически отозвался о правящей «Партии регионов» и указал на то, что в автономии нет никаких беспорядков и только местные власти занимаются нагнетанием обстановки. Через полторы минуты его речь пропала из эфира посередине фразы, а запнувшаяся ведущая объяснила это неполадками со связью. Сам крымский парламентарий позже рассказал о том, что во время разговора с ним телевизионщики «просто бросили трубку, ничего не объяснив». По его мнению, это свидетельствует о том, что в Москве «не хотят слышать правду».
3 марта 2014 года российский музыкант Борис Гребенщиков на своей странице в Facebook выразил своё недовольство тем, что телеканал «Россия-24» в сюжете об Украине использовал часть его песни «Поезд в огне», упрекнув журналистов канала в том, что «ненавидя одних ради других», они играют на руку дьявола.
12 июня 2014 года в сообщении об обстреле села Семёновка фосфорными зажигательными снарядами телеканал использовал кадры из репортажа CNN 2004 года бомбардировке войсками США города Фаллуджи.
23 февраля 2014 года в эфир телеканала вышла программа «Мнение», в ходе которой российский публицист и общественный деятель Александр Проханов и телеведущая Эвелина Закамская обсуждали акции протеста на Украине. Александр Проханов указал на то, что ему кажется странным, что российские и европейские еврейские организации поддерживают Евромайдан. Он назвал их поведение слепотой, сравнив с тем, что в Европе до 1933 года «многие поддерживали фюрера», и сейчас «своими руками приближают второй Холокост». На эту реплику Эвелина Закамская, согласно кивая, добавила: «Они и первый приближали так же». Депутаты Законодательного собрания Санкт-Петербурга от фракции «Яблоко» Борис Вишневский и Александр Кобринский обратились с письмом к руководителю телеканала «Россия-24», где потребовали, как минимум, публичных извинений за произошедшее в программе. Также в письме указано, что высказывание ведущей может подпасть под закон о противодействии экстремизму и УК РФ. По мнению секретаря Союза журналистов России Павла Гутионтова, было бы правильнее наказать не ведущую, а лиц, определяющих политику канала. По состоянию на 2015 год Закамская продолжала быть ведущей канала «Россия 24». 10 апреля 2015 года она посетила молодёжный форум «Мой город — моя Рязань» в Рязанском государственном университете, где рассказала, что в условиях напряжённой работы можно «не предавать своих внутренних убеждений» и «всегда следовать за правдой».

#### Запрет вещания на территории Украины
Летом 2014 года Национальный совет Украины по вопросам телевидения и радиовещания объявил, что содержание программ российских каналов, в частности «Первый канал» («Первый канал. Всемирная сеть»), «Россия-1» («РТР-Планета»), «НТВ» («НТВ Мир»), «ТНТ», «Пятый канал», «РЕН ТВ», «ТВ Центр» («TVCi»), «РБК», «Звезда», «RT», «Россия-24», «LifeNews», не соответствует требованиям Европейской конвенции о транснациональном телевидении и ч. 1 ст. 42 закона Украины «О телевидении и радиовещании», тем самым запретив их трансляцию на всей территории Украины, за исключением Автономной Республики Крым и Севастополя.
Ограничение вещания российских каналов на Украине было раскритиковано как руководством России, так и самими каналами. МИД России назвал отключение российских телеканалов наступлением на свободу СМИ, а гендиректор «Первого канала» Константин Эрнст призвал украинские власти отменить решение, «противоречащее нормам международного права и интересам абонентов». Неоднозначно было это решение воспринято и в Европе. Так, представитель ОБСЕ по свободе СМИ Дунья Миятович называла приостановку вещания ограничением свободы слова. Однако позже Миятович заявила, что такая практика может быть обоснованной, если она служит «защите фундаментальных ценностей». МИД РФ призвал Миятович избегать в своей деятельности двойных стандартов и избирательного подхода.

### Депортация журналистов
В марте 2016 года съёмочная группа телеканала, не имея аккредитации, посещала «Форум свободной России» в Вильнюсе, Литве, и некорректно вела себя по отношению к его участникам, в связи с чем организаторам пришлось вызвать полицию. Была вызвана полиция, четыре российские журналиста в итоге были включены в список нежелательных лиц и высланы из страны с запретом на повторный въезд. В декабре 2019 года ЕСПЧ отклонил жалобу российских журналистов («Зарубин и другие против Литвы») на действия Литвы, власти которой смогли продемонстрировать необходимость и соразмерность этих мер вопросам национальной безопасности.

## Награды
- 18 ноября 2008 года — телеканал стал лауреатом конкурса «Лучшая телекомпания года», проводимого Национальной ассоциацией телерадиовещателей[89].
- 26 сентября 2009 года — телеканал стал лауреатом премии «ТЭФИ—2009» в номинации «Специальный приз Академии российского телевидения»[90][91].
- 15 октября 2009 года — телеканал стал лауреатом премии «Золотой луч» в номинации «Информационный канал»[92].
- 20 ноября 2009 года — на церемонии Hot Bird TV Awards телеканал получил специальный приз Eutelsat[93].
- 9 декабря 2012 года — телеканал стал победителем Всероссийского конкурса журналистских работ в рамках IV Всероссийского фестиваля по тематике безопасности и спасения людей МЧС России «Созвездие мужества» в номинации «Лучший документальный фильм или репортаж» за фильм «Москва, МЧС. Как всё начиналось»[94].
- 6 декабря 2013 года — победителями Всероссийского конкурса журналистских работ в рамках V Всероссийского фестиваля по тематике безопасности и спасения людей МЧС России «Созвездие мужества» стали: в номинации «За профессиональное освещение деятельности МЧС РФ» — главный редактор Евгений Бекасов, в номинации «За профессиональные журналистские качества и информационную поддержку МЧС РФ» — журналист и ведущая Екатерина Гринчевская[95].
- 2 июля 2015 года — победителем Национальной премии «Медиа-Менеджер России — 2015» в номинации «Электронные СМИ» стал главный редактор Евгений Бекасов[96].